# Iodure de mercure(II)
L'iodure de mercure(II) est un composé chimique de formule HgI2. Il est généralement produit synthétiquement mais peut aussi être trouvé dans la nature sous la forme d'un minéral extrêmement rare, la coccinite. Contrairement au chlorure de mercure(II), il est à peine soluble dans l'eau (<100 ppm).

## Préparation
L'iodure de mercure(II) est préparé en ajoutant une solution aqueuse de iodure de potassium à une solution aqueuse de chlorure de mercure(II) avec agitation ; le précipité est filtré, rincé et séché à 70 °C.
HgCl2 + 2 KI → HgI2 + 2 KCl

## Propriétés
L'iodure de mercure(II) présente un thermochromisme ; lorsqu'il est chauffé au-dessus de 126 °C (400 K), il subit une transition de phase, passant de la forme cristalline alpha rouge à la forme bêta jaune pâle. Au fur et à mesure que l'échantillon refroidit, il retrouve progressivement sa couleur d'origine. Il a souvent été utilisé pour des démonstrations de thermochromisme. Une troisième forme, qui est orange, est également connue ; celle-ci peut être formée par recristallisation et est également métastable, finissant par se reconvertir dans la forme alpha rouge. Les différentes formes peuvent exister dans une gamme variée de structures cristallines et, par conséquent, l'iodure de mercure(II) possède un diagramme de phase étonnamment complexe.

## Utilisation

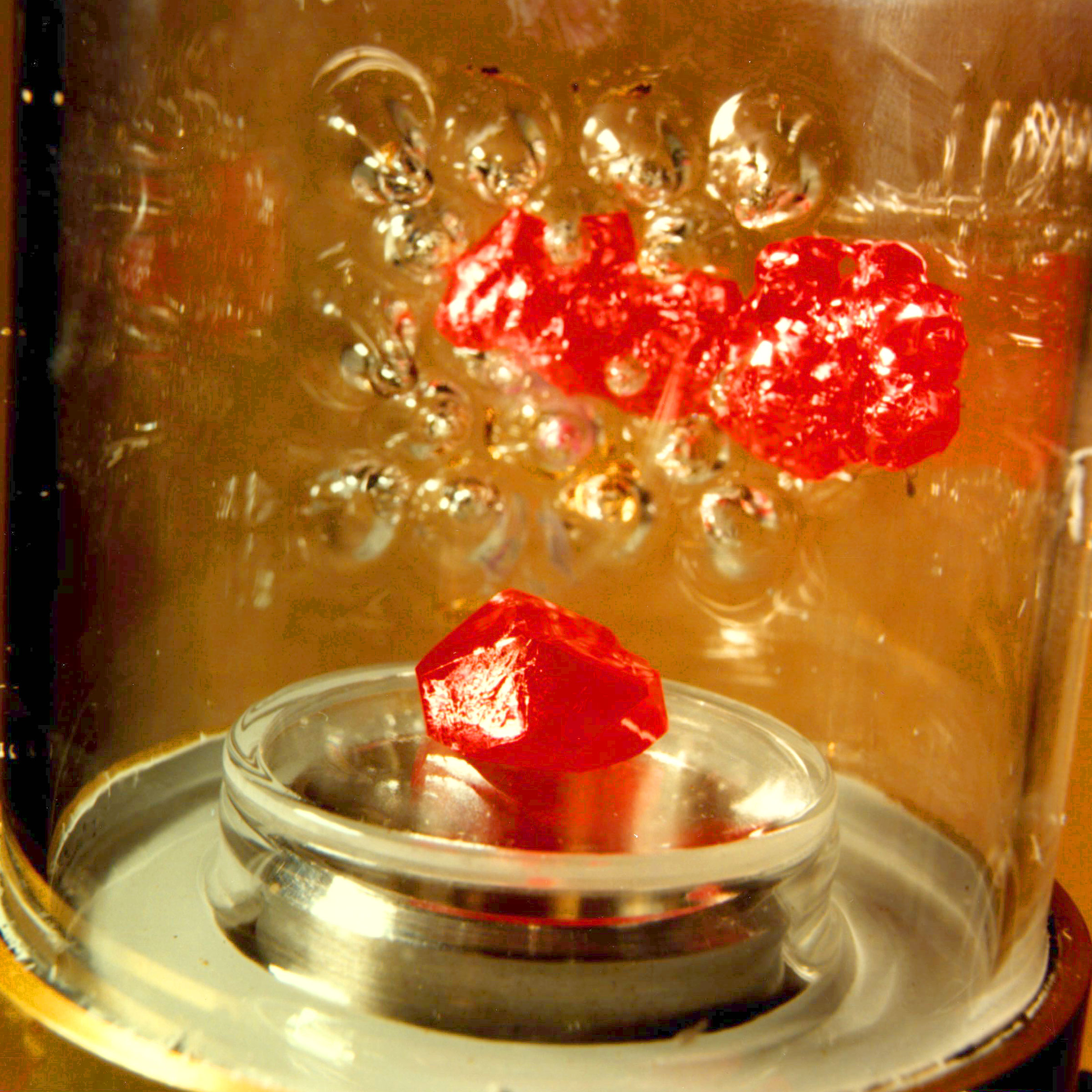
Cristaux d'iodure de mercure(II) produits dans Spacelab

L'iodure de mercure(II) est utilisé pour la préparation du réactif de Nessler, utilisé pour la détection de la présence d'ammoniac.
L'iodure de mercure(II) est un matériau semi-conducteur, utilisé dans certains dispositifs de détection et d'imagerie en rayons X et rayons gamma fonctionnant à température ambiante.
En médecine vétérinaire, l'iodure de mercure(II) est utilisé dans les pommades pour ampoules, dans les exostoses, l'élargissement des bourses synoviales, etc.
Il peut apparaître comme précipité dans beaucoup de reactions.